# Think and Grow Rich
Think and Grow Rich (tạm dịch: Nghĩ Giàu Làm Giàu hoặc Suy Nghĩ và Làm Giàu)  là cuốn sách được viết bởi Napoleon Hill vào năm 1937 và được quảng bá là một cuốn sách giúp phát triển cá nhân và tự lực bán chạy nhất thế giới(tham khảo tại Danh sách sách bán chạy nhất) . Ông nói rằng mình được truyền cảm hứng từ một lời gợi ý của doanh nhân và nhà bác ái Andrew Carnegie.